# Benndorf
Benndorf település Németországban, azon belül Szász-Anhalt tartományban. Lakosainak száma 1969 fő (2023. december 31.).

## Népesség
A település népességének változása:
| Lakosok száma | 2140 | 2068 | 2028 | 1961 | 1954 | 1969 |
|               | 2014 | 2017 | 2019 | 2021 | 2022 | 2023 |